# Yukitsuri

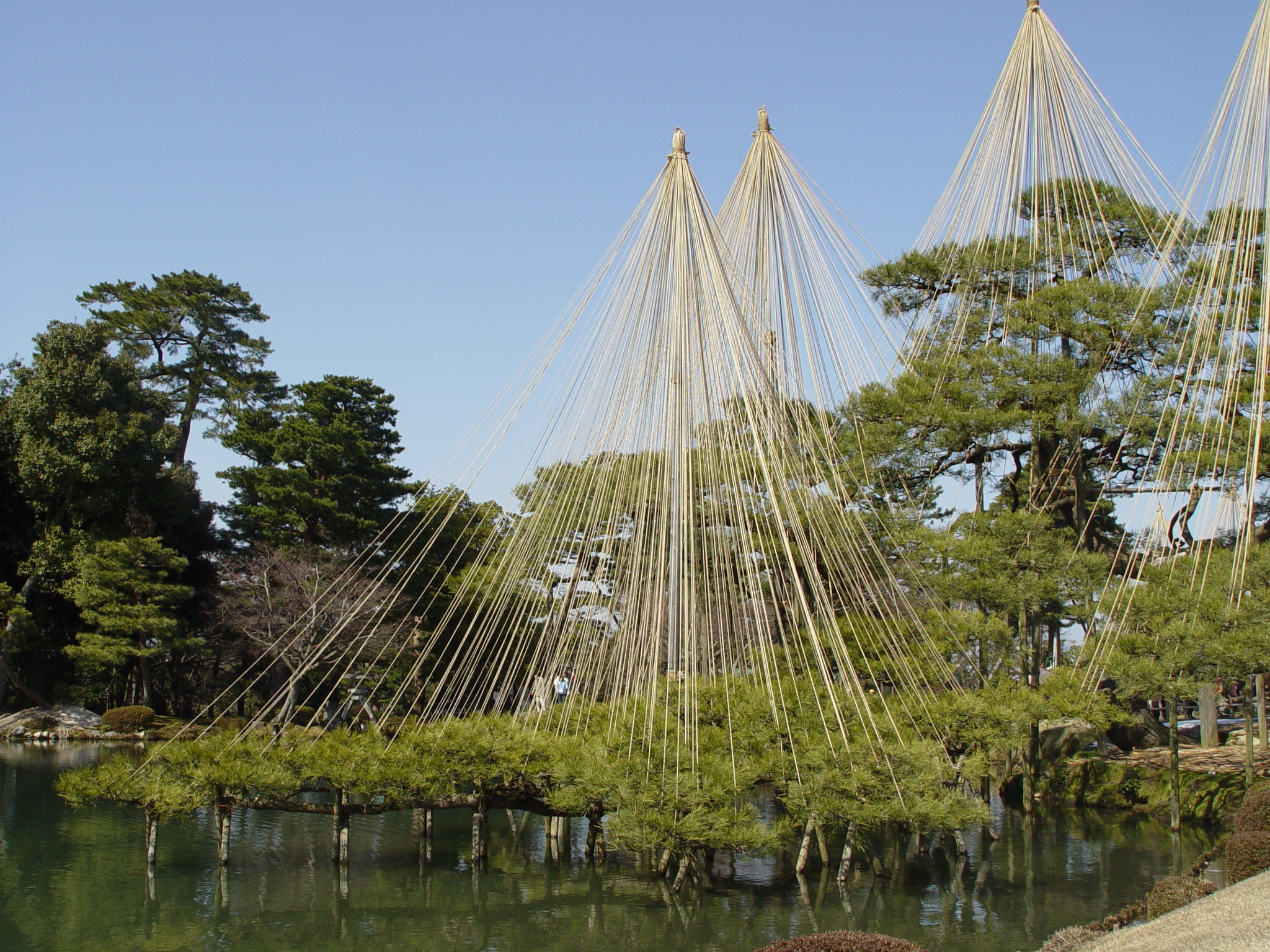
Yukitsuri im Kenroku-en, März 2006

Yukitsuri bzw. Yukizuri (jap. 雪づり; 雪吊り; 雪吊; 雪釣り) sind Hochbinden, die im japanischen Gartenbau in der Winterzeit verwendet werden, um Schäden durch starken Schneefall zu vermeiden. Die bekanntesten Yukitsuri sind jene im Kenroku-en in Kanazawa, Präfektur Ishikawa.
Der Aufbau variiert je nach zu schützendem Pflanzentyp. Für ältere Bäume besteht er aus einem Pfahl, der nahe am Stamm der Pflanze aufgestellt wird, sowie einer Reihe von Seilen (meist fünf), die mit dem Pfahl und dem Boden verbunden werden, so dass eine kegel- bzw. tipiförmige Anordnung entsteht. Dieser soll die Äste vom Abbrechen unter dem Gewicht des Schnees schützen. An der Spitze des Pfahls wird meist noch ein dekoratives Seil aufgehängt. Dieser Aufbautyp ist der verbreitetste und wird Ringo-tsuri (りんご吊り) genannt.
Für junge Kiefern und Kirschbäume wird auf einen Pfahl verzichtet. Die Seile werden direkt am Wipfel befestigt und mit niedrigeren Ästen des jeweiligen Baumes verbunden. Dieser Aufbautyp wird Miki-tsuri (みき吊り, dt. „Stammaufhängung“) genannt.
Für Büsche und Sträucher werden alle Äste miteinander zu einer flaschenförmigen Anordnung verbunden, so dass der Boden, auf dem die Gewächse verwurzelt sind, nicht zu stark mit Schnee bedeckt wird. Dieser Aufbautyp wird Shibori (しぼり) genannt.